# Nantiat
Nantiat é uma comuna francesa na região administrativa da Nova Aquitânia, no departamento de Alto Vienne. Estende-se por uma área de 25.42 km². Em 2010 a comuna tinha 1 624 habitantes (densidade: 63,9 hab./km²).